# 13e étape du Tour d'Italie 2010
Pour un article plus général, voir Tour d'Italie 2010.
La 13e étape du Tour d'Italie 2010 s'est déroulée le vendredi 21 mai 2010 entre Porto Recanati et Cesenatico sur 223 kilomètres. Elle a été remportée par l'Italien Manuel Belletti (Colnago-CSF Inox), qui s'impose devant les autres coureurs rescapés de l'échappée matinale. Le haut du classement général est inchangé, et l'Australien Richie Porte (Team Saxo Bank) reste en tête.

## Profil de l'étape
De nouveau une étape plutôt longue (223 kilomètres), qui longe la côte de l'Adriatique. Il y deux difficultés en fin d'étape, le Perticara puis le Barbotto et sa montée à 18 %. Mais 40 kilomètres séparent le sommet du Barbotto de l'arrivée.
Cesenatico, la ville d'arrivée, est la ville natale du cycliste italien Marco Pantani (vainqueur du Giro 1998, notamment), et l'étape empruntera ses routes d'entrainement, qui sont aussi le lieu où se déroule début mai la cyclo-sportive Nove Colli Marco Pantani.

## La course
Dix-sept coureurs lancent une échappée. Le peloton laisse faire, notamment du fait qu'aucun des coureurs échappés n'est une menace pour les leadeurs au classement général. L'échappée prend donc jusqu'à dix minutes d'avance, et la victoire se joue entre ces coureurs.
Craig Lewis (Team HTC-Columbia) tente de s'échapper sous la flamme rouge mais il est repris. C'est ensuite au tour de Gregory Henderson (Team Sky) de lancer le sprint, mais c'est finalement Manuel Belletti (Colnago-CSF Inox) qui s'impose, devant Henderson, Iban Mayoz (Footon-Servetto) et Paul Voss (Team Milram). Le coureur italien remporte la victoire dans sa ville natale.
Vladimir Karpets (Team Katusha), intercalé entre l'échappée et le peloton, arrive avec 5 minutes et 2 secondes de retard, ce qui lui permet de gagner quelques places au classement général. Enfin, le peloton arrive 7 minutes et 26 secondes après Belletti.

## Classement de l'étape
|    | Coureur           | Pays             | Équipe                |    | Temps           |
| -- | ----------------- | ---------------- | --------------------- | -- | --------------- |
| 1  | Manuel Belletti   | Italie           | Colnago-CSF Inox      | en | 5 h 27 min 12 s |
| 2  | Gregory Henderson | Nouvelle-Zélande | Team Sky              | +  | 0 s             |
| 3  | Iban Mayoz        | Espagne          | Footon-Servetto       |    | 0 s             |
| 4  | Paul Voss         | Allemagne        | Team Milram           |    | 0 s             |
| 5  | Sebastian Lang    | Allemagne        | Omega Pharma-Lotto    |    | 0 s             |
| 6  | Kalle Kriit       | Estonie          | Cofidis               |    | 0 s             |
| 7  | Mathieu Claude    | France           | BBox Bouygues Telecom |    | 0 s             |
| 8  | Craig Lewis       | États-Unis       | Team HTC-Columbia     |    | 0 s             |
| 9  | Sergueï Klimov    | Russie           | Team Katusha          |    | 0 s             |
| 10 | Cameron Meyer     | Australie        | Garmin-Transitions    |    | 5 s             |

## Classement général
|    | Coureur            | Pays        | Équipe           |    | Temps            |
| -- | ------------------ | ----------- | ---------------- | -- | ---------------- |
| 1  | Richie Porte       | Australie   | Team Saxo Bank   | en | 56 h 20 min 56 s |
| 2  | David Arroyo       | Espagne     | Caisse d'Épargne | +  | 1 min 42 s       |
| 3  | Robert Kišerlovski | Croatie     | Liquigas-Doimo   |    | 1 min 56 s       |
| 4  | Xavier Tondo       | Espagne     | Cervélo TestTeam |    | 3 min 54 s       |
| 5  | Valerio Agnoli     | Italie      | Liquigas-Doimo   |    | 4 min 41 s       |
| 6  | Alexander Efimkin  | Russie      | AG2R La Mondiale |    | 5 min 16 s       |
| 7  | Linus Gerdemann    | Allemagne   | Team Milram      |    | 5 min 34 s       |
| 8  | Carlos Sastre      | Espagne     | Cervélo TestTeam |    | 7 min 09 s       |
| 9  | Laurent Didier     | Luxembourg  | Team Saxo Bank   |    | 7 min 24 s       |
| 10 | Bradley Wiggins    | Royaume-Uni | Team Sky         |    | 8 min 14 s       |

## Abandons
- Jack Bobridge (Garmin-Transitions)
- David Millar (Garmin-Transitions)
- Morris Possoni (Team Sky)
- Domenico Pozzovivo (Colnago-CSF Inox)
- Anthony Ravard (AG2R La Mondiale)